# Viguiera greggii
Viguiera greggii là một loài thực vật có hoa trong họ Cúc. Loài này được (A.Gray) S.F.Blake miêu tả khoa học đầu tiên năm 1918.